# Jane Gerisch
Jane Gerisch, née le 5 mars 1986 à Rüdersdorf bei Berlin, est une coureuse cycliste professionnelle allemande.

## Palmarès sur piste

### Championnats du monde
- Championnats du monde de cyclisme sur piste juniors 2003
  -  Médaillée d'argent du keirin juniors
- Championnats du monde de cyclisme sur piste juniors 2004
  -  Médaillée de bronze du 500 mètres contre-la-montre juniors

### Coupe du monde
- 2007
  - 2e de la vitesse par équipes à sydney
  - 3e de la vitesse à Los Angeles

### Championnats d'Europe
- Athènes 2006
  -  Championne d'Europe de la vitesse espoirs
  -  Championne d'Europe de la keirin espoirs
  -  Médaillée de bronze du 500 mètres contre-la-montre espoirs
- Cottbus 2007
  -  Médaillée d'argent du keirin espoirs
  -  Médaillée de bronze de la vitesse espoirs

### Championnats nationaux
- 2006
  - 2e du 500 mètres
- 2008
  - 2e du 500 mètres
  - 2e du keirin
  - 3e de la vitesse